# اسلام‌آباد (رستم)
اسلام‌آباد روستایی در دهستان رستم یک بخش مرکزی شهرستان رستم استان فارس ایران است.

## جمعیت
بر پایه سرشماری عمومی نفوس و مسکن در سال ۱۳۹۵ جمعیت این مکان ۳۵۵ نفر (۱۱۵ خانوار) بوده‌است.